# Radhakishan Damani
Radhakishan Damani (* 16. August 1954 in Mumbai, Maharashtra) ist ein indischer Unternehmer und Investor. Er ist der Gründer des Unternehmens Avenue Supermarts Limited, welches die Supermarktkette DMart betreibt. Damani verwaltet eine Reihe an Investments, zu denen Aktienanteile und Immobilien gehören. 2021 wurde sein Vermögen auf 29 Milliarden US-Dollar geschätzt.

## Laufbahn
Damani wuchs in einer aus Rajasthan stammenden Familie in einer Einzimmerwohnung in Mumbai auf. Er studierte Handel an der Universität von Mumbai, brach das Studium aber nach einem Jahr ab. Nach dem Tod seines Vaters, der als Aktienhändler arbeitete, gab Damani sein Kugellager-Geschäft auf und wurde Börsenmakler und Investor. Durch einige erfolgreiche Wetten konnte Damani ein großes Vermögen aufbauen. Damani war Berichten zufolge der größte Einzelaktionär der HDFC Bank, nachdem diese 1995 an die Börse gegangen war. 2002 stieg Damani in den Einzelhandel ein, indem er seinen ersten DMart in einem Vorort von Mumbai eröffnete. 2017 ging der Einzelhändler an die Börse.
Damani ist verheiratet, Vater von drei Kindern und lebt in Mumbai.